# コミュニティ発 全国放送ゾーン
コミュニティ発 全国放送ゾーン（コミュニティはつ ぜんこくほうそうゾーン）は、ミュージックバード for コミュニティFMで放送されているラジオ番組群。2010年代初頭まではトヨタ自動車協賛の下、「コミュニティワールド」という枠名が設定されていた。

## 概要
ミュージックバード for コミュニティFMで放送されている番組のほとんどは東京・半蔵門のミュージックバード本社で制作されているが、このゾーンでは全国のコミュニティFM局が制作した番組を全国に向けて放送している。
ミュージックバードにはコミュニティFM局の全国放送番組を担当する編成局があり、全国のコミュニティFM局で放送されている番組の中から全国放送を行う番組が決定されている。番組により放送形式が異なり、制作局との同時ネットで且つ生放送される番組、制作局での生放送と同時進行で全国放送向けの収録が行われる番組、全国放送向けに内容が一部変更される番組などがある。
収録放送となる番組については、TOKYO FMビルの4FにあるFMセンターにて各局から録音音源が送られ、放送時間に演奏所として放送される。また、不定期とはなるものの、ミュージックバードの改編期（1・4・7・10月）に合わせて番組の入れ替えも行われている。
放送番組の聴取は、ネットしているコミュニティFM局、またはJCBAインターネットサイマルラジオなどのサイマル放送を経由する必要がある。なお、各局によりネットしている番組が異なるため、聴取局でネットされているかどうかは各局のWebサイトなどで確認する必要がある。また、制作局では別番組を放送するため全国ネット放送番組の時間枠が非ネットとなる場合があるほか、番組によっては制作局での放送より数日遅れての放送となる。

## 放送番組一覧
2025年4月時点でのラインナップとなる。【L】は生放送。制作局は企業名で記載しており、企業名と別に愛称がある場合、《 》内は愛称となる。
| 曜日 | タイトル                                   | 制作局                                                                   | ネット開始年月 | 放送時間（制作局）      | 備考 |
| --- | ------------------------------------------ | ------------------------------------------------------------------------ | -------------- | ----------------------- | --- |
| 金 19時枠（19:00 - 20:00） 2020年10月より水曜日、2021年10月より木曜日、2022年10月より火曜日、2024年4月より月曜日は当枠は設けられなくなった。 |                                            |                                                                          |                |                         | |
| 金 | DJ Nobby's Tokyo LIVE!!                    | さくらFM （兵庫県西宮市）                                                | 2013年10月     | 金曜 18:00 - 19:00      | 全国ネット開始当初は前身の『さくらFM音楽室』から放送枠を引き継ぎ、金曜2時枠で放送されていた。 2014年4月から月曜19時枠へ変更され、2020年4月から水曜、同年10月より金曜と同じ時間枠内で曜日変更された。 制作局では『Good Night Moon』（19:00 - 22:00）放送のため、当該時間帯でのネット無し。                                                     |
| 火 - 木 0時枠（0:00 - 1:00） 火曜日は後半枠のみ放送                                                                                          |                                            |                                                                          |                |                         | |
| 火 （0:30） | Beat in the Box ～just the beginning～     | エフエム世田谷 （東京都世田谷区）                                        | 2020年10月     | [同時ネット]            | 2024年3月で一旦ネットでの放送が終了されたが、同年10月に半年ぶりにネットを再開。 同時に制作局が30分番組となったことで同時ネットとなった。 |
| 水 | RADIO BOHEMIA                              | FM小田原 （神奈川県小田原市）                                            | 2017年4月      | 土曜 23:00 - 24:00      | ミュージックバードでは土曜 23:00 - 23:55に同時ネットしていたが、2024年10月に時間移動された。 |
| 木 | コウセイラジオ ～break through the wall～  | エフエムとよた 《ラジオ・ラヴィート》 （愛知県豊田市）                   | 2024年10月     | 火曜 22:30 - 23:00      | 2024年9月28日にギャラクシー賞 報道活動部門 選奨の受賞を記念して「ディレクターズ・カット」と題したダイジェスト版を特別番組として放送 その翌月からレギュラー番組としてネットが開始された。全国版では前半の本編（制作局での初回放送から2週遅れ）に加え、 後半に制作局にて過去に放送されたゲストトークのアンコール分が加わり、1時間に拡大される。 |
| 火 - 土 1時枠（1:00 - 2:00） ※2022年7月より土曜日は設けられなくなった。水曜日は2021年4月から2022年9月まで設けられていなかった                |                                            |                                                                          |                |                         | |
| 火 | アニメ関門文化学園                         | コミュニティエフエム下関 《COME ON! FM》 （山口県下関市）                | 2008年10月     | 金曜 21:00 - 22:00【L】 | ネット開始当初は水曜19時枠で放送されていたが、2009年3月をもって一旦ネットを終了。 同年10月に火曜20時枠でネットを再開し、2011年4月に時間変更。 コミュニティFM局が制作する番組の中で最も長く放送されている（2024年10月時点で中断期間を除き通算15年6ヶ月間放送中）。                                                                             |
| 水 （1:00） | 益子直美の怒ってはいけないラジオ           | 藤沢エフエム放送 《レディオ湘南》 （神奈川県藤沢市）                     | 2017年4月      | 木曜 10:30 - 11:00      | ネット開始当初は『マスコナオミのENJOY湘南SLOW LIFE』として火曜19時枠後半で放送されていたが、 2022年10月に放送時間、2023年10月にタイトルが変更された。 制作局では『BAR TIME』（01:00 - 03:00）放送のため、当該時間帯でのネット無し。 |
| 水 （1:30） | 徳島LSC純夏の Waterside NOW!               | エフエムびざん 《B・FM791》 （徳島県徳島市）                             | 2022年4月      | 金曜 19:30 - 20:00      | ネット開始当初は月曜19時枠後半で放送されていたが、2022年10月に放送時間を変更。 制作局では『my favorite songs LIVEスペシャル』（1:00 - 2:00）放送のため、当該時間帯でのネット無し。 |
| 木 （1:00） | 花*花 Style                                | BAN-BANラジオ （兵庫県加古川市）                                         | 2011年4月      | 日曜 9:00 - 9:30        | ネット開始当初は『SHINGO'Sバンバン雑誌ショウ』との1時間番組として火曜2時枠で放送されていた。 2012年4月から19時枠へ移動、2014年4月からは単独番組となり、制作局との同時ネットとなった。 2022年10月に月曜日へ曜日移動、2024年4月に水曜深夜枠へ時間変更された 制作局ではJ-WAVE配信番組放送のため、当該時間帯でのネット無し。                      |
| 木 （1:30） | 上地等の Walking Talking Radio             | FMいしがきサンサンラジオ 《石垣コミュニティーエフエム》 （沖縄県石垣市） | 2023年10月     | 月曜 13:30 - 14:00      | 放送終了後、BEGINのYouTubeにて放送を更新（著作権の関係上、一部の音楽はカットされる）。 |
| 金 | めんそーれ読谷                             | FMよみたん 《エムエム読谷》 （沖縄県中頭郡）                             | 2018年10月     | [同時ネット]            | ネット開始当初は『おきふる!おきふる!』のタイトルで水曜19時枠で放送されていた。2020年4月に時間変更。 2022年4月にタイトルが変更されるとともに、制作局も新番組として開始されたことで同時ネットとなった。 |
| 火 - 土 2時枠（2:00 - 3:00） |                                            |                                                                          |                |                         | |
| 火 | インディーズ・アロー                       | エフエムはつかいち （広島県廿日市市）                                    | 2020年10月     | 水曜 19:00 - 20:00【L】 | |
| 水 （2:00） | ダブルグッチーのなまら同窓会               | 函館山ロープウェイ 《FMいるか》 （北海道函館市）                         | 2025年4月      | 土曜 17:00 - 17:30      | |
| 水 （2:30） | キュンです!サイエンス                      | エフエムみしま・かんなみ 《ボイス・キュー》 （静岡県三島市）             | 2019年7月      | 日曜 12:00 - 12:30      | ネット開始当初は『サイエンスNOW』のタイトルで日曜 4:30 - 5:00に放送されていた。 2021年4月に放送時間、2023年4月にタイトルが変更された。 |
| 木 | 渡辺俊美のINTER PLAY                       | FM小田原 （神奈川県小田原市）                                            | 2017年1月      | 木曜 19:00 - 20:00【L】 | ネット開始当初は制作局との同時ネットで生放送されていたが、2021年10月に水曜深夜枠へ移動された。 制作局では『Nonstop Music Zone』（1:00 - 5:00）放送のため、当該時間帯でのネット無し。 |
| 金 | 今夜もととのいたい!                        | MID-FM 《MID-FM761》 （愛知県名古屋市）                                  | 2023年10月     | 日曜 0:00-1:00          | 制作局では2023年4月に放送を開始しており、半年でミュージックバードを通じた全国へ拡大された。 |
| 土 | アイパー滝沢の ホゥ!リーナイト・フィーバー | CityFMさいたま 《REDS WAVE》 （埼玉県さいたま市）                        | 2018年1月      | 火曜 21:00 - 21:55      | 2017年10月から放送されていた『えんにちの縁にちなんで』のタイトルと内容を変更。 |

## 補足
「コミュニティ発 全国放送ゾーン」以外の時間枠にも全国のコミュニティFM局が制作する番組があり、特に、日曜の0時台後半から1時台と5時台後半から6時台は続けてコミュニティFM局制作の番組で編成されている。聴取するコミュニティFM局で実際にネットが行われているかどうかは「コミュニティ発 全国放送ゾーン」に準じる。
2025年4月時点で放送されている番組は以下のとおりである。
| タイトル                                  | 放送時間           | 制作局                                                     | ネット開始年月 | 放送時間（制作局） | 備考 |
| ----------------------------------------- | ------------------ | ---------------------------------------------------------- | -------------- | ------------------ | --- |
| 童話のこころ ～チャイルドケアサポート     | 平日 18:30 - 18:55 | 鈴鹿メディアパーク 《スズカ・ヴォイスFM》 （三重県鈴鹿市） | 2019年4月      | 平日 20:30 - 22:00 | 『パパママおやすみ♡』の全国版。ネット局によっては特定の曜日のみの放送となる場合がある。 2020年10月から放送時間が5分短縮された。 制作局では『鈴ラジVOX』、『MUSIC NAVIGATION Mラジ』放送のため当該時間帯でのネット無し。                                            |
| 映画の話をしよう!                         | 土曜 11:40 - 11:55 | FMいわき 《いわき市民コミュニティ放送》 （福島県いわき市） | 2024年10月     | 金曜 18:30 - 18:45 | 制作局では『サタデープラザ～わがまち発信隊～』（9:00 - 12:00）放送のため、当該時間帯でのネット無し。 |
| 森本ケンタのRadio espresso                | 土曜 17:30 - 18:00 | FM東広島 （広島県東広島市）                                | 2025年4月      | 同時ネット         | |
| プロボウラー名和秋の海街レイディオ        | 土曜 21:00 - 21:30 | 茅ヶ崎エフエム （神奈川県茅ヶ崎市）                        | 2024年7月      | 月曜 19:00 - 19:30 | 番組ホームページにてポッドキャストによる過去の放送あり 制作局では『エボラジ WEEKEND MUSIC』（19:00 - 23:00）放送のため、当該時間帯でのネット無し。 |
| wacciのLIVE LIVE LIVE!                    | 土曜 21:30 - 21:55 | 仙台シティエフエム 《ラジオ3》 （宮城県仙台市）            | 2023年4月      | 火曜 23:00 -23:30  | 従前から4局ネットで放送していたが、2023年4月にミュージックバードを通じた全国放送へ拡大した。 ネット開始当初は日曜0時枠前半の放送だったが、2024年1月に月曜1時枠後半へ移動、同年7月に再度変更された。 制作局ではJ-WAVEの配信番組放送の為、当該時間帯でのネット無し。 |
| ゲーム・BGM夜話                           | 日曜 0:30 - 1:00   | すかがわFM 《ウルトラFM》 （福島県須賀川市）               | 2023年4月      | 月曜 19:30 - 20:00 | 制作局では『サンドウィッチマンのラジオをやらせろ!』（再）放送のため、当該時間帯でのネット無し。 |
| 本牧ヤグチ                                | 日曜 1:00 - 2:00   | 横浜マリンエフエム 《マリンFM》 （神奈川県横浜市中区）     | 2020年10月     | 木曜 20:00 - 21:00 | 制作局では『マリンセレクトミュージック』（1:00 - 5:00）放送のため、当該時間帯でのネット無し。 |
| なべやかんのブヒブヒスパークタイム        | 日曜 3:00 - 4:00   | エフエム世田谷 （東京都世田谷区）                          | 2021年4月      | 木曜 23:00 - 24:00 | 制作局では『"834"music』（0:00 - 6:55）放送のため、当該時間帯でのネット無し。 |
| みすゞさんと明るいほうへ                  | 日曜 5:00 - 5:30   | エフエム周南 《しゅうなんFM》 （山口県周南市）             | 2023年10月     | 水曜 11:00 - 11:30 | 従前から8局ネットで放送していたが、2023年10月にミュージックバードを通じた全国放送へ拡大した。 ミュージックバードによるとしゅうなんFMがキー局となっている。 当初は5:25 - 5:55で放送されていたが、2025年4月より時間変更。                                            |
| 経営軍師 岡漱一郎の絶対負けない社長の法則 | 日曜 6:00 - 6:55   | エフエムとおかまち （新潟県十日町市）                      | 2020年4月      | 同時ネット         | |
| 吉祥寺アンリミテッド                      | 月曜 1:00 - 1:30   | エフエムむさしの 《むさしのFM》 （東京都武蔵野市）         | 2023年10月     | 月曜 21:00 -21:30  | 2022年4月から2023年3月まで放送されていたが、全国放送の開始を機に半年ぶりに放送再開。 制作局では2024年より当該時間帯でのネットが行われるようになった。 |
| 花火の星                                  | 月曜 4:00 - 4:30   | TMO大曲 《FMはなび》 （秋田県大仙市）                      | 2017年10月     | 木曜 21:00 - 21:30 | ネット開始当初は火曜 2:00 - 2:30で、制作局との同時ネットであったが、2020年9月をもって一旦ネットを終了。 2021年4月より時間帯を変更してネットを再開した |
| 吉田メロディとステキな時間                | 月曜 4:30 - 5:00   | JWAY 《FMひたち》 （茨城県日立市）                         | 2017年10月     | 月曜 18:00 - 8:30  | 全国版では内容を一部変更して放送。 ネット開始当初は火曜 2:30 - 3:00の放送だったが、2020年10月に時間変更。 |